# Patrick Lapeyre
Patrick Lapeyre (* Juni 1949 in Pantin, Département Seine-Saint-Denis, Frankreich) ist ein französischer Lehrer und Autor.

## Leben
Lapeyre machte Ende der 1960er Jahre am Lycée Henri IV in Paris einen Vorbereitungslehrgang für eine der staatlichen Hochschulen für Verwaltung ENS, ging dann jedoch an die Sorbonne, um Literaturwissenschaft zu studieren. Er wurde Lehrer an verschiedenen Gymnasien im Raum Paris, darunter auch in der Trabantenstadt Les Ulis im Département Essonne etwa 23 km südwestlich der französischen Hauptstadt. Seit einigen Jahren unterrichtet er am Pariser Lycée Victor-Hugo.
Seit 1984 hat Lapeyre mehrere Romane veröffentlicht, seit 1991 ausschließlich im Pariser Verlag P. O. L., von denen zwei französische Literaturpreise errangen.

## Veröffentlichungen
- 2010: La vie est brève et le désir sans fin. ISBN 978-2-8180-0603-0. Prix Femina 2010.
  - deutsch: Das Leben ist kurz und voller Bergierden. übersetzt von Dietlind Falk. Blessing Verlag, München 2011, ISBN 978-3-89667-459-3.[1]
- 2004: L'Homme-sœur. ISBN 2-9521528-4-5. Prix du Livre Inter 2004
- 1998: Sissy, c'est moi. ISBN 2-86744-592-2.
- 1994: Welcome to Paris. ISBN 2-86744-402-0
- 1991: Ludo et compagnie. ISBN 2-86744-209-5.
- 1987: La lenteur de l'avenir. POL, Paris, ISBN 2-86744-100-5.
- 1984: Le corps inflammable. POL, Paris, ISBN 2-86744-022-X.